# پادشاهی سوفنه
پادشاهی سوفنه (تلفظ در یونانی: Sōphēnē) (به زبان ارمنی:Ծոփքի Թագավորութիւն) یک حکومت باستانی در آناتولی بود. این پادشاهی که توسط دودمان اروندی با اصالتی ایرانی اداره می‌شد، از نظر فرهنگی آمیخته با تأثیرات یونانی، ارمنی، ایرانی، سوری، آناتولی و رومی بود. این پادشاهی که در حدود سده سوم پیش از میلاد بنیانگذاری شد، استقلال خود را تا حدود  95 پیش از میلاد حفظ کرد، زمانی که تیگران بزرگ پادشاه آرتاشسی ، این سرزمین‌ها را به عنوان بخشی از امپراتوری خود فتح کرد. اروندیان در سوفنه پیرو آیین زرتشت بودند.

## تاریخ
سوفنه از سده ۸ پیش از میلاد تا سده ۷ پیش از میلاد بخشی از پادشاهی اورارتو بود، سوفن در ۸ پیش از میلاد به پادشاهی مستقلی مبدل گشت و پادشاه آرگیشتی یکم شهر جدیدی به نام اربونی بنا نهاد و بسیاری از ساکنان سوفنه به شهر جدید تغییر مکان داد.
در حدود ۶۰۰ (پیش از میلاد) سوفن یکی از ۱۵ استان باستانی ارمنستان بزرگ که از تبار اَروَندی (به ارمنی: یرواندونی) بود مبدل گشت.
در جنگ‌های پی در پی اسکندر در دهه ۳۳۰ (پیش از میلاد) با شکست هخامنشیان، سوفنه که بخشی از آن بود را فتح نمود و سوفنه از ان پس تحت تأثیر فرهنگ یونانی قرار گرفت.
در حدود سده ۳ پیش از میلاد سوفن تحت نفوذ سلوکیان قرار گرفت و سلوکیان حاکمی از تبار دودمان اروندی حکمران آن منطقه گمارد؛ ولی در حدود سده ۲ پیش از میلاد آنتیوخوس سوم ارمنستان بزرگ را نیز فتح نمود و سردار آرتاشس اول را در ارمنستان بزرگ و زریر را در سوفنه به عنوان حاکمان آن مناطق قرار داد.
پومپه، سوفنه را فتح نمود و جزئی از امپراتوری روم شد.
از مهم‌ترین شهرهای باستانی پایتخت سوفنه کارکاتیوکرت و آرشام‌شاد را می‌توان نام برد.

## فهرست شاهان سوفنه
- سام یکم، (۲۶۰ پیش از میلاد)
- آرشام یکم، (۲۴۰ پیش از میلاد)
- ارشام دوم، (۲۳۰ پیش از میلاد)
- شاوارش، (۲۲۰ پیش از میلاد)
- آبدی سارس، (۲۱۰ پیش از میلاد)، پسر شاوارش
- زریر، (۱۹۰ پیش از میلاد)
- مورفیلیگ، (۱۵۰ پیش از میلاد)، پسر زریر (سوفنه)
- آرتانس، (۱۱۰ پیش از میلاد)

## نگارخانه

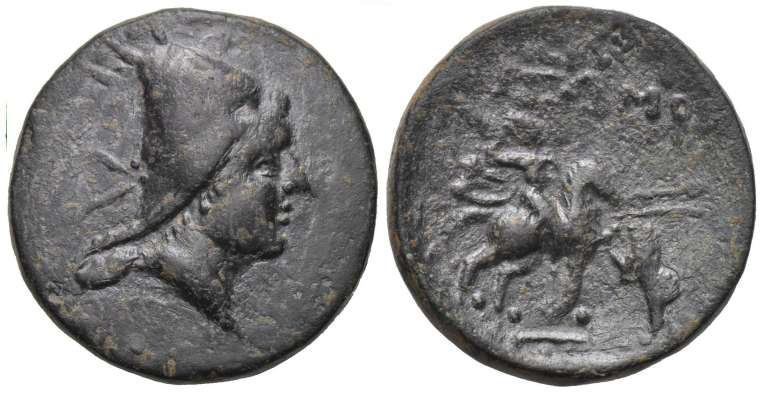
سکه متعلق به پادشاه آرشام یکم در ۲۴۰ (پیش از میلاد)
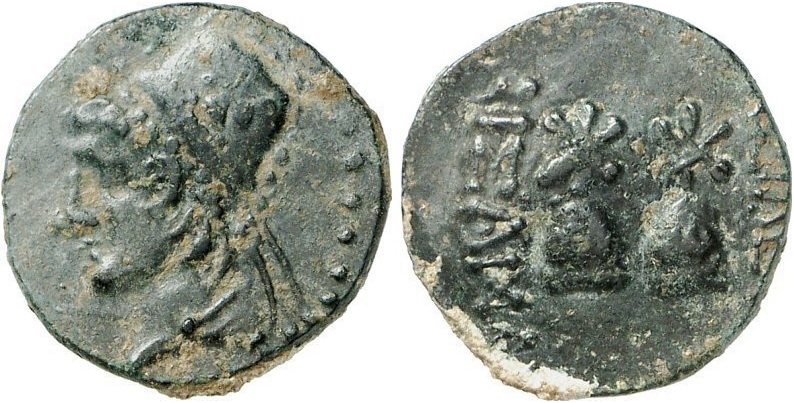
سکه متعلق به پادشاه آرشام دوم پادشاه سوفن،در ۲۲۰ (پیش از میلاد)
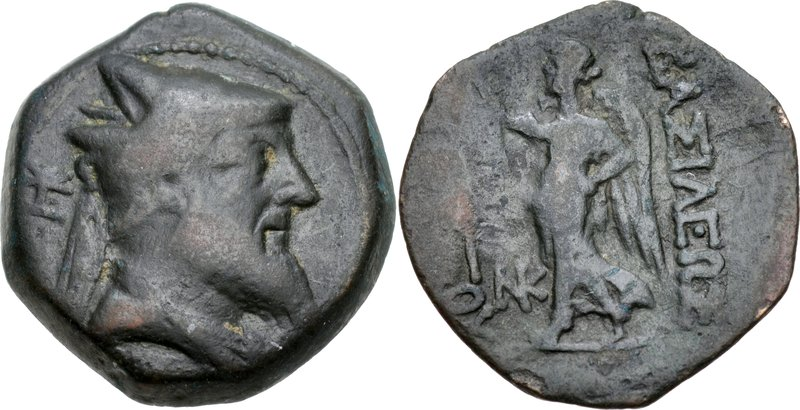
سکه متعلق به پادشاه شاوارش در ۲۲۰ (پیش از میلاد)
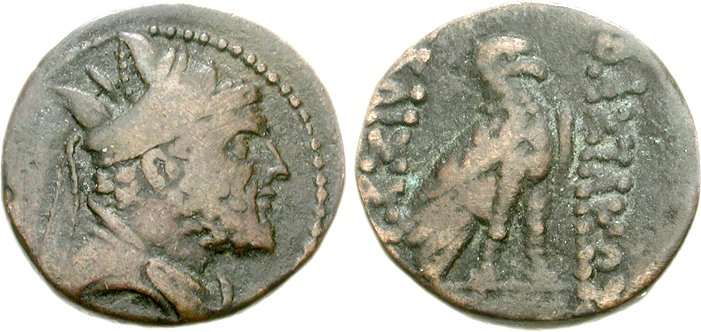
سکه متعلق به پادشاه آبدی سارس پادشاه سوفن، پسر پادشاه شاوارش در ۲۱۰ (پیش از میلاد)